# Reprezentacja Gwatemali w piłce wodnej kobiet
Reprezentacja Gwatemali w piłce wodnej kobiet – zespół, biorący udział w imieniu Gwatemali w meczach i sportowych imprezach międzynarodowych w piłce wodnej, powoływany przez selekcjonera, w którym mogą występować wyłącznie zawodnicy posiadający gwatemalskie obywatelstwo. Za jej funkcjonowanie odpowiedzialny jest Gwatemalski Związek Pływacki (CDAG), który jest członkiem Międzynarodowej Federacji Pływackiej.